# Пшент

Пшент

Пшент (правильнее па-схемти; от егип. sḫm.tỉ — «две сильных», «пшент» от др.-греч. ψχέντ «пскхент» через нем. или фр. pschent) — корона древнеегипетских фараонов. По происхождению представляла собой две соединённые короны: красный «дешрет» правителей Нижнего Египта и белый «хеджет» правителей Верхнего Египта. Символизировала мощь фараона объединённого Египта. Могла надеваться поверх другого царского головного убора — платка немеса.

## Описание
| S5 | \| \| | S6 |
|    |       |    |

|  |

| S5 | \| \| | S6 |
|    |       |    |

|  |

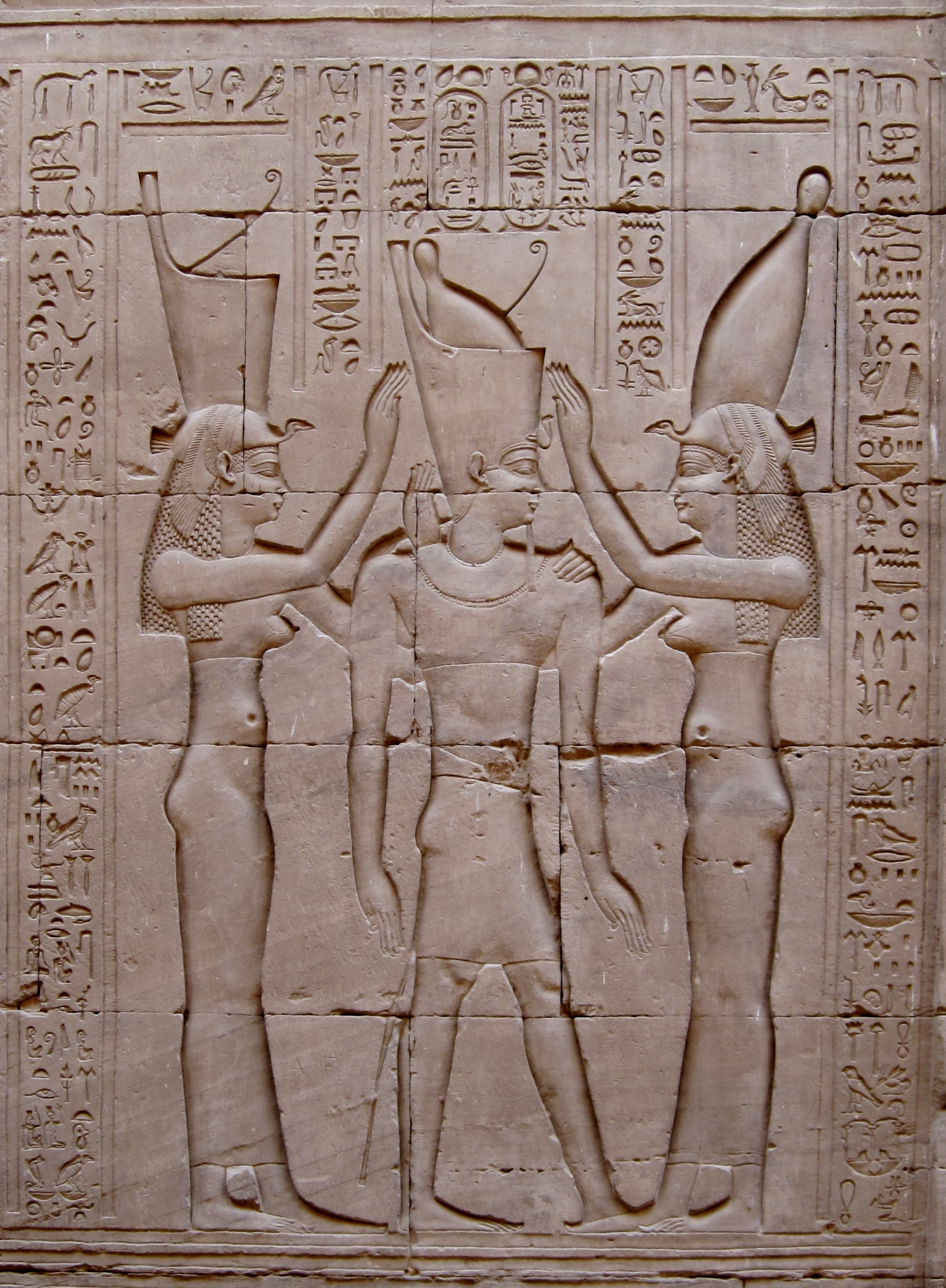
Фараон Птолемей VIII в короне пшент между богинями Уаджит в короне дешрет (слева, символизирует Нижний Египет) и Нехбет в короне хеджет (справа, символизирует Верхний Египет). Барельеф на храме Эдфу.

Спереди на пшент крепились урей — изображение египетской кобры (Naja haje) и символ стервятника (Neophron percnopterus). Эти элементы символизировали богинь Уаджит и Нехбет («две госпожи», покровительницы объёдинённого Египта).
Из богов в короне пшент иногда изображались Хор и Атум, как символизирующие фараона или имеющие особую связь с ним.
До нашего времени не дошло ни одной подлинной короны пшент (как и корон дешрет и хеджет), только графические и скульптурные изображения.

## История
Изобретение пшента традиционно приписывалось фараону первой династии Менесу, но первое известное изображение двойной короны содержится в надписи фараона Джета (Уаджи).
Царский список на Палермском камне начинается с имён нижнеегипетских фараонов (возможно, мифических), изображённых в короне дешрет. Правители объединённого Египта изображены уже в короне пшент. С другой стороны, один из каирских фрагментов (возможно, осколок того же самого камня) изображает и нижнеегипетских правителей в короне пшент.
Другая похожая древнеегипетская корона — хепти.

## Галерея

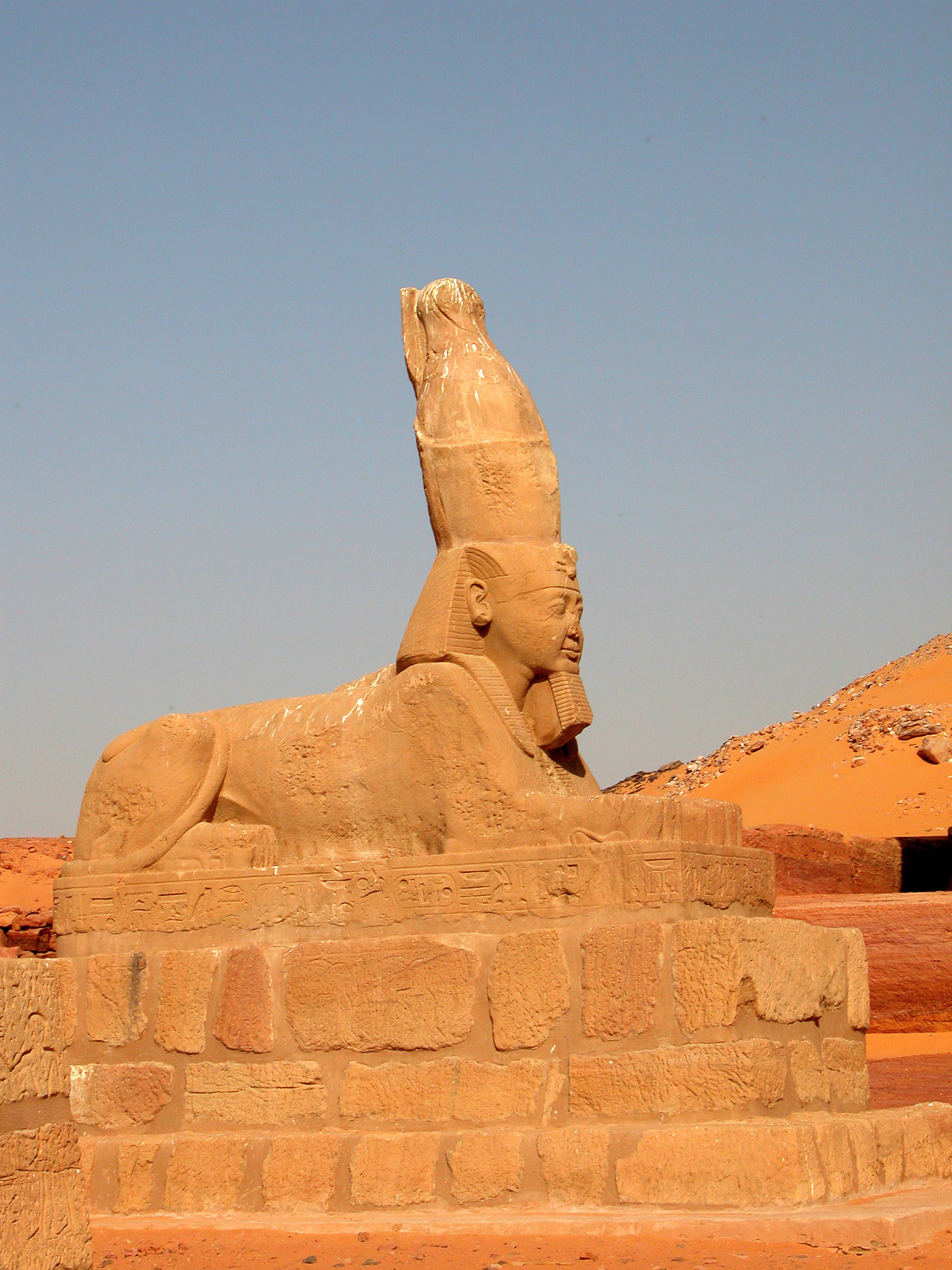
Сфинкс Рамзеса II в немесе и пшенте.
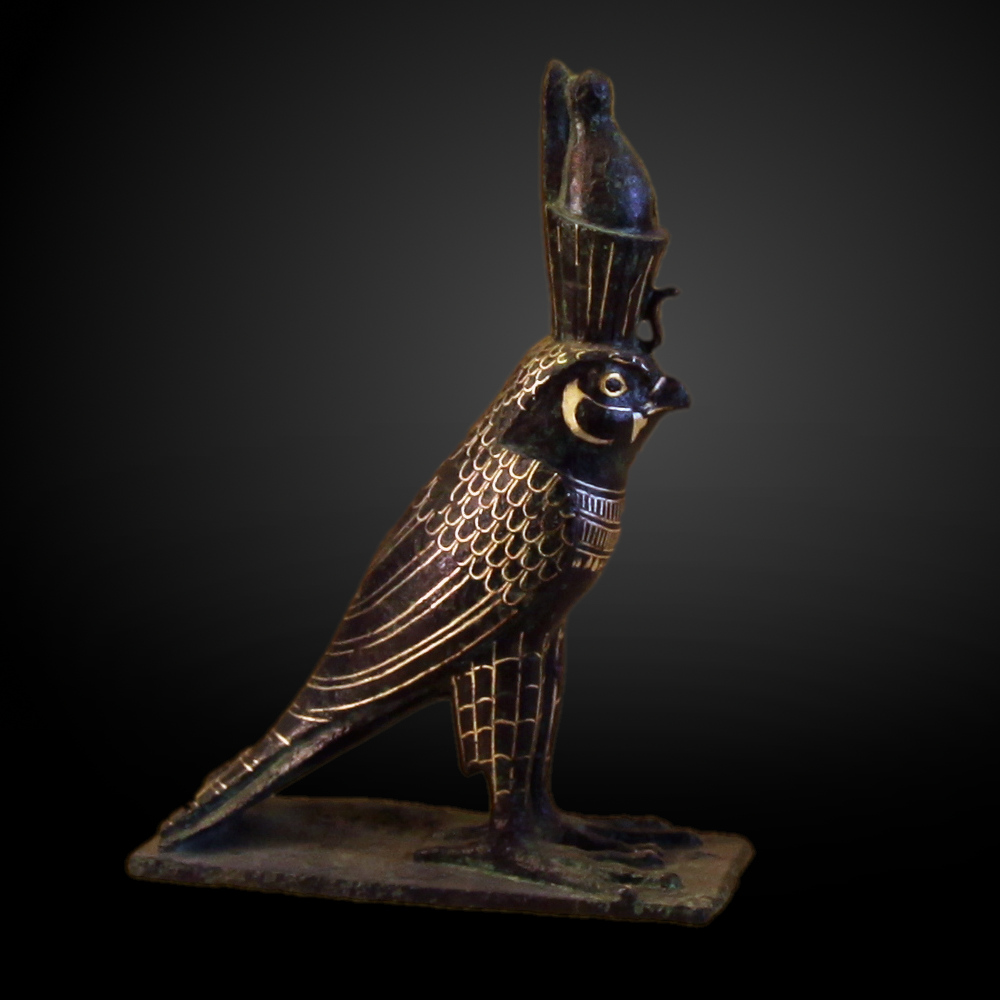
Хор в короне пшент.
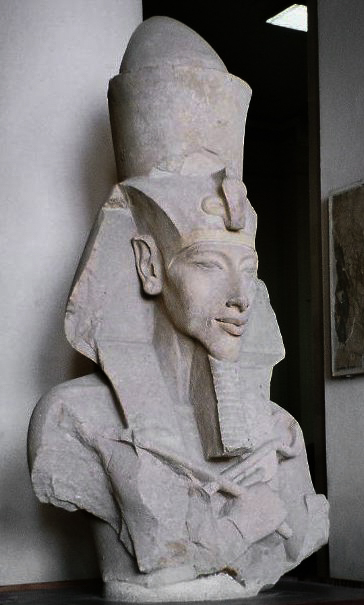
Эхнатон (Аменхотеп IV) в немесе и пшенте.